# Eurohip
Els eurohips (Eurohippus) són un gènere extint de mamífers perissodàctils de la família dels paleotèrids que visqueren a Europa durant l'Eocè. Se n'han trobat restes fòssils a Alemanya (incloent-hi el jaciment de Messel), França, el Regne Unit i Suïssa. Eren animals petits que vivien a la selva tropical i es nodrien majoritàriament de fulles. Les exquisides condicions de conservació de les restes de Messel han permès fins i tot reconstruir-ne diversos òrgans interns. Algunes femelles estaven embarassades en el moment de la seva mort. En un primer moment, les espècies d'eurohip foren classificades entre els propaleoteris, un gènere proper. Un conjunt de diferències en la morfologia de l'esquelet conduïren a l'erecció del nou gènere Eurohippus el 2006.